# 廖蒼松
廖蒼松（1937年12月21日—），男，臺灣資深媒體人、新聞及電視工作者、政治人物，臺中縣人，曾任記者及新聞主播等前線職務，以及親民黨文宣要員。現任銘傳大學華語訓練中心主任。
廖蒼松1962年畢業自臺灣大學政治系，1964年加盟聯合報出任記者，在1966年加盟臺灣電視公司出任記者，開始他在臺視三十二年的生涯。曾任記者、主播、採訪組組長、節目部經理、體育部經理及新聞部經理。1995年起，出任臺視總經理室主任以及副總經理。1998年3月轉投公共電視台，成為總經理，至1999年5月18日卸任，交棒給民進黨的李永得。
由於臺視作為臺灣省政府的官方喉舌，廖蒼松因而與臺灣省長宋楚瑜結緣，廖在2001年開始出任親民黨文宣部主任，之後榮任親民黨副秘書長。

## 主持或主播資歷
- 台視《快樂農家》